# Makepe
Makepe est un quartier de la ville de Douala, capitale économique du Cameroun. Il est situé dans la commune d'arrondissement de Douala V, subdivision de la Communauté urbaine de Douala.

## Histoire
Dans les années quarante, l'espace aujourd'hui appelé Makepe était occupé par trois villages. Le village Missokè, le second situé non loinde la déchage, Maka'a et le troisième, Mangui sur le plateau occupé parle laboratoire Rhône Ponlenc et le temple de l'église évangélique du Cameroun. Le nom Makepe, est la déformation du mot Bassa m'kébé, nom de la colline sur laquelle était implanté le village Missokè.

## Géographie
Makepe est un quartier situé dans l'arrondissement de Douala V, au sein du département du Wouri dans la région du Littoral au Cameroun. Ce quartier est divisé en plusieurs zones, notamment Makepe Maturité et Makepe Missokè, qui présentent des caractéristiques distinctes.

## Populations
Makepe Maturité compte environ 14 230 habitants, tandis que Makepe Missokè est plus peuplé avec 27 508 habitants. Ces deux zones sont incluses dans le canton Douala Ville.

## Institutions

### Educations
- Lycée de Makepe[4]

### Lieux de cultes
- Eglise Evangélique[5]
- Paroisse Sainte Monique de Makepe[6]

### Santé
- Hôpital Général De Douala[7]